# Ciborium

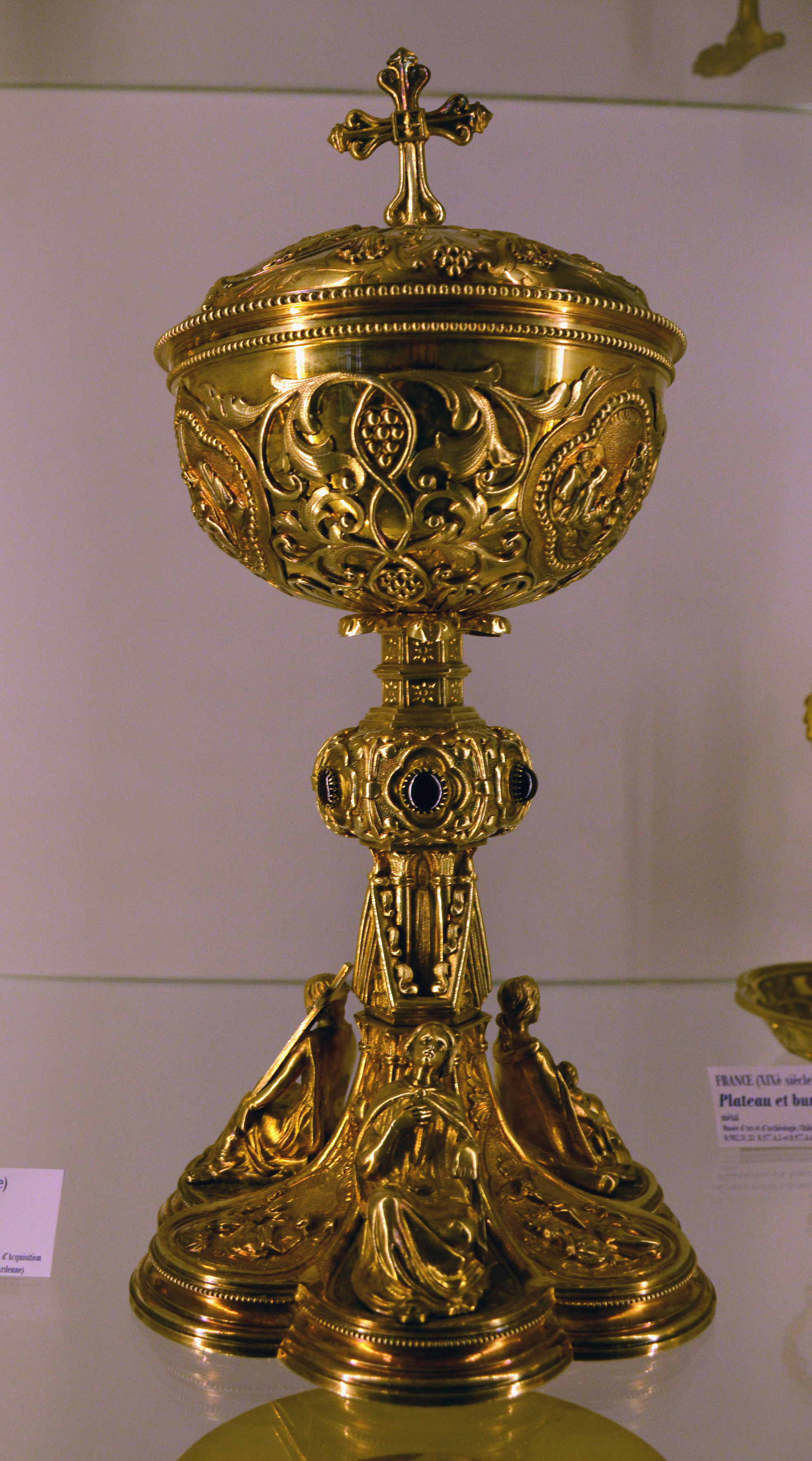

Termín ciborium pochází z řeckého slova kiborion. Je to liturgická nádoba používaná v katolické církvi a v církvích majících eucharistii k uchovávání proměněných (konsekrovaných) hostií – tedy eucharistie.

## Historie
V raně křesťanské době se užívaly schránky ze dřeva, slonoviny, pálené hlíny, textilu či obecného kovu se smaltovanou výzdobou, shodné s pyxidami, počeštěně „puška“. Od pozdního středověku (15. století) je tvar ciboria podobný u kalichu, ale samotná nádoba (kupa, latinsky cuppa) má větší objem a je opatřena víkem. Na vrcholu víka je velmi často úchytka s křížkem. Jako materiál kupy je v římskokatolické a řeckokatolické církvi povinný drahý kov, nejčastěji stříbro na vnitřních stěnách zlacené. V chudých kostelích, v období reformace (utrakvismu) či v dobách nouze (za třicetileté války a po ní, za napoleonských válek) se užívala také ciboria cínová či měděná. Na víku ciboria může být pověšen malý závoj, tzv. „ciboriové velum“. Ciborium je uloženo ve svatostánku v kostele a bývá odtud vzato při svatém přijímání. Pro zdůraznění úcty k Eucharistii může uchopit neprázdnou nádobu pouze kněz, jáhen, případně akolyta.
V rané křesťanské církvi slovo ciborium znamenalo původně baldachýn v bazilikách podepřený sloupy. Oltář, nad kterým je postaven baldachýn, se proto nazývá cibóriový oltář.
V těchto dobách také Eucharistie nebyla uchovávána v kostelích z obav o svatokrádež nebo znesvěcení. Později se začala ciboria uchovávat v domácnostech, aby mohlo být svaté přijímání podáno nemocným nebo umírajícím při Posledním pomazání. V období baroka se místo uchovávání přesunulo do kostelů, uzamykalo se do svatostánku, jako je tomu často dodnes.
Několik umělecky cenných ciborií nalezneme také na území Česka. Můžeme zmínit například ultrakvistické ciborium uložené ve sbírkách Muzea východních Čech v Hradci Králové, které je součástí tzv. Purkmistrovského pokladu.

## Další nádoby určené pro ukládání eucharistie
- Obětní miska
- Patena
- Monstrance

## Galerie

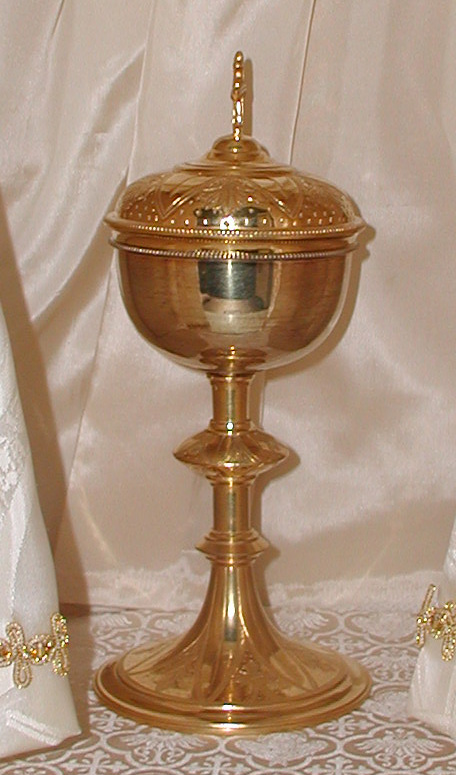
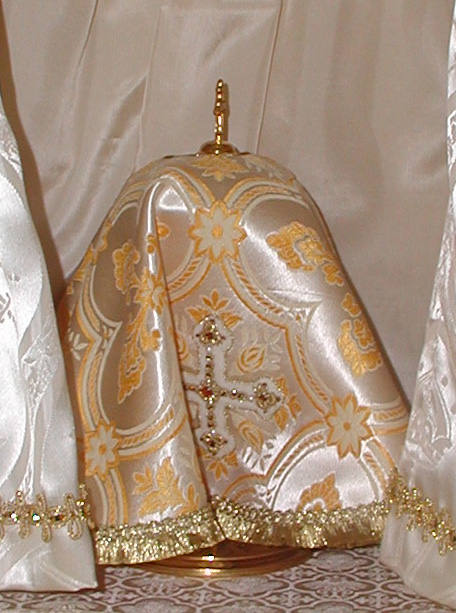
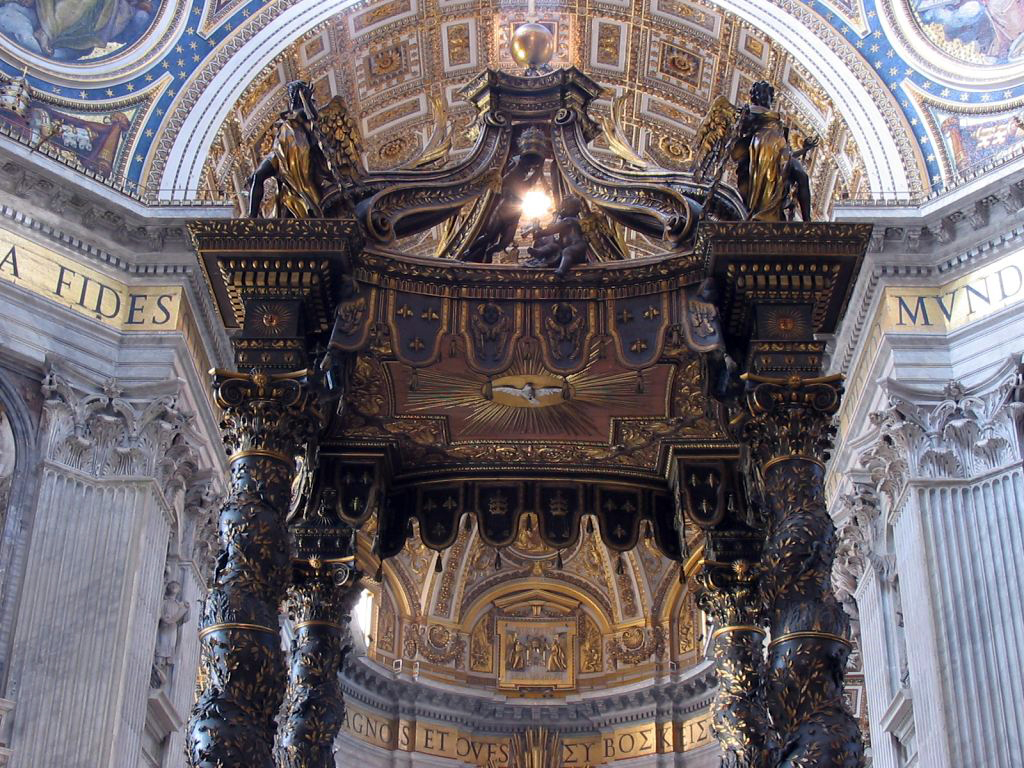
St. Peter's, Rome
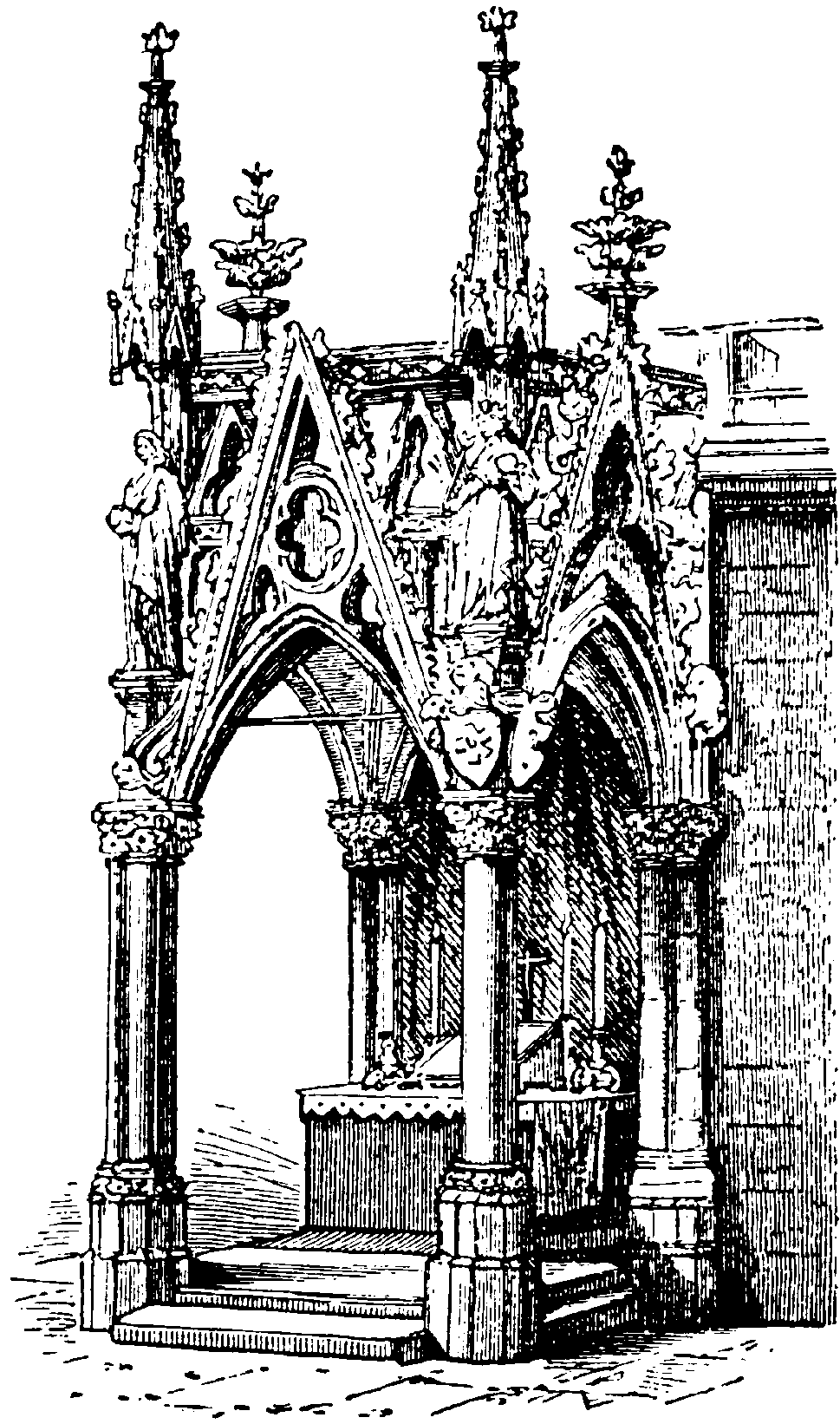
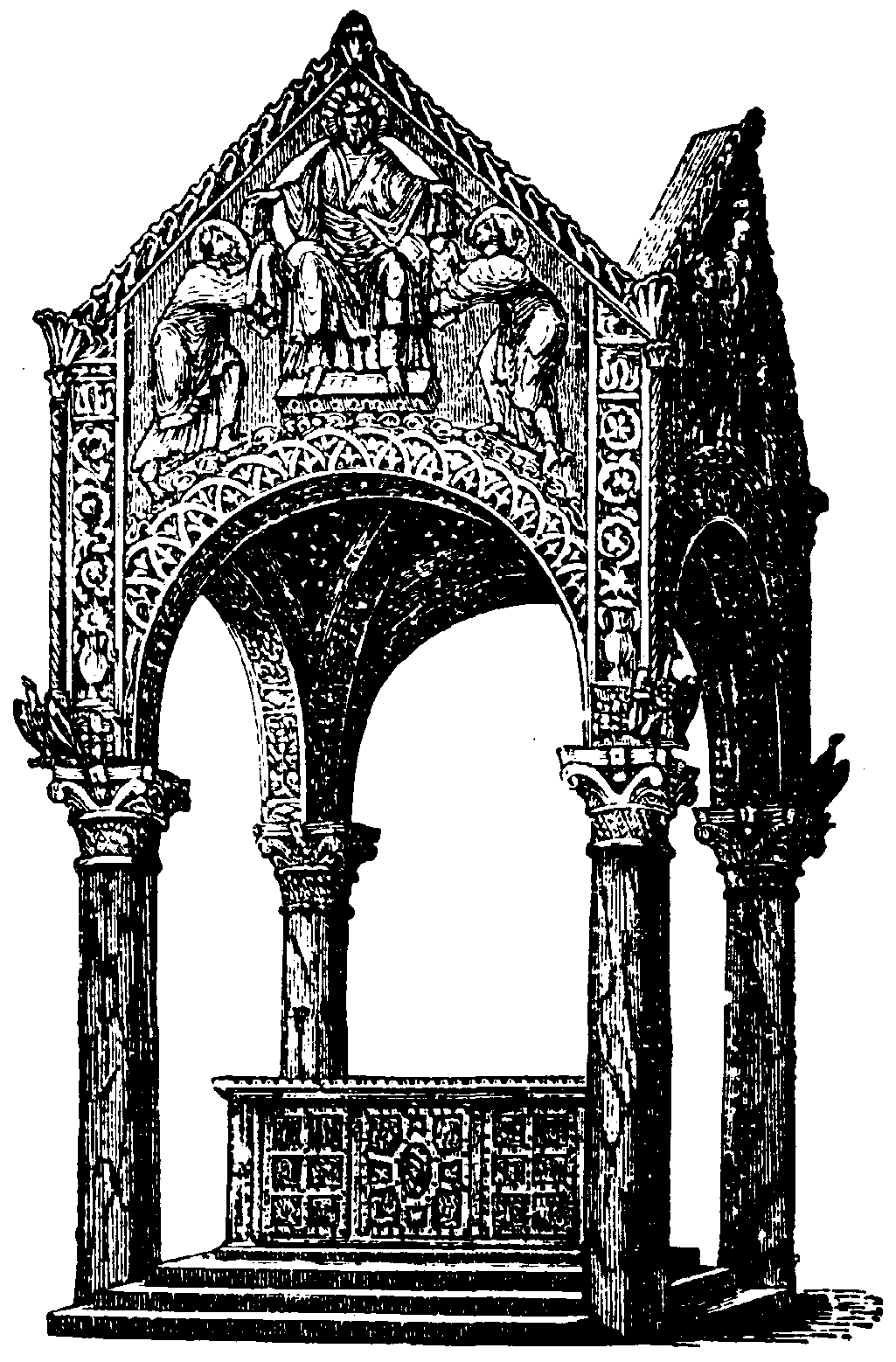
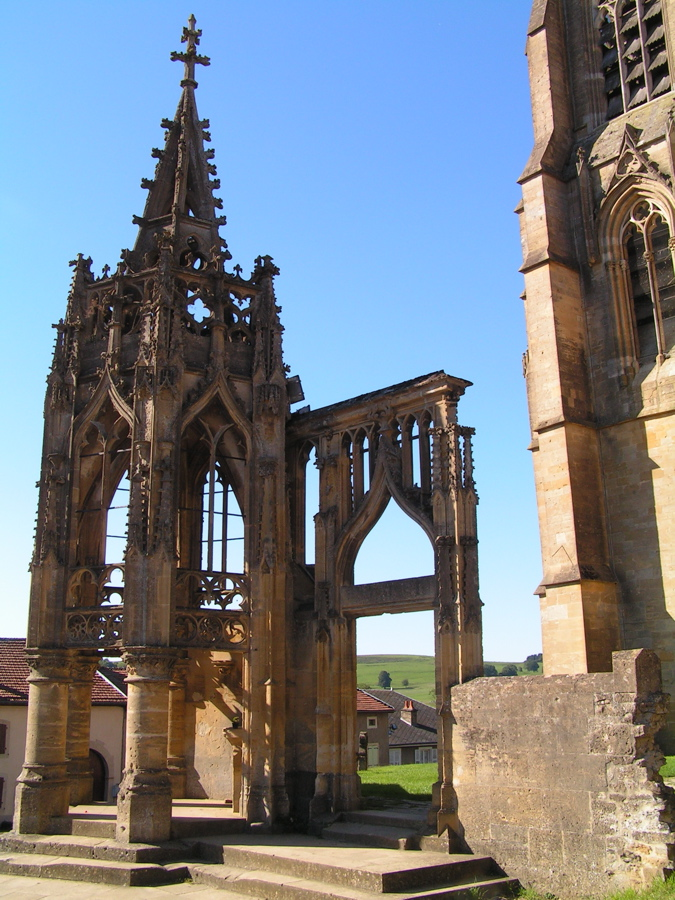
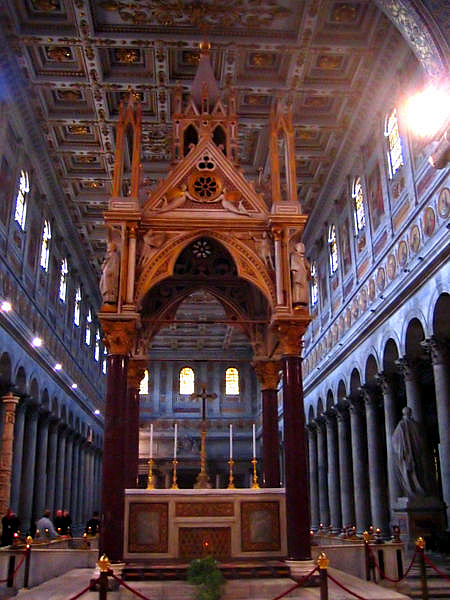
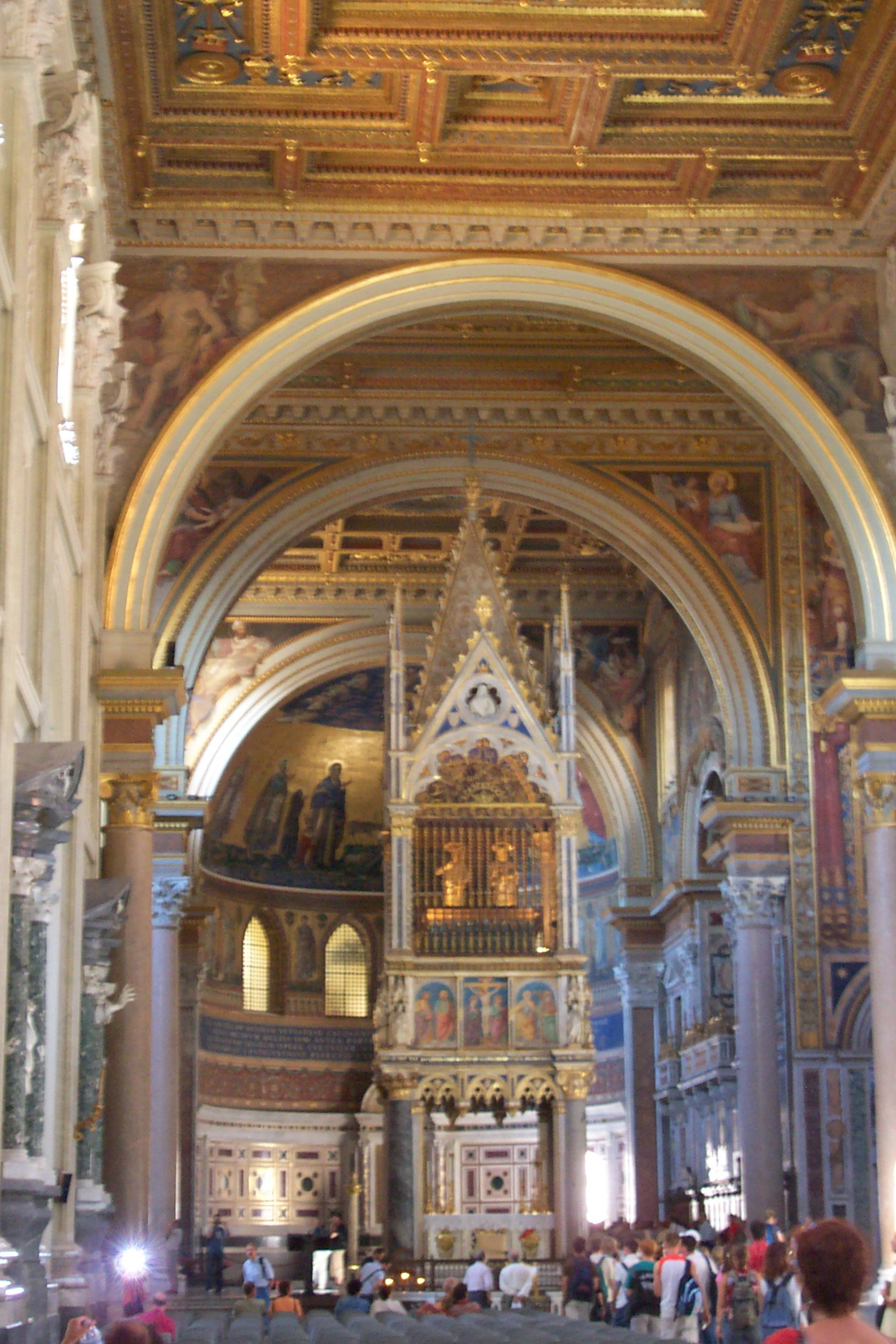
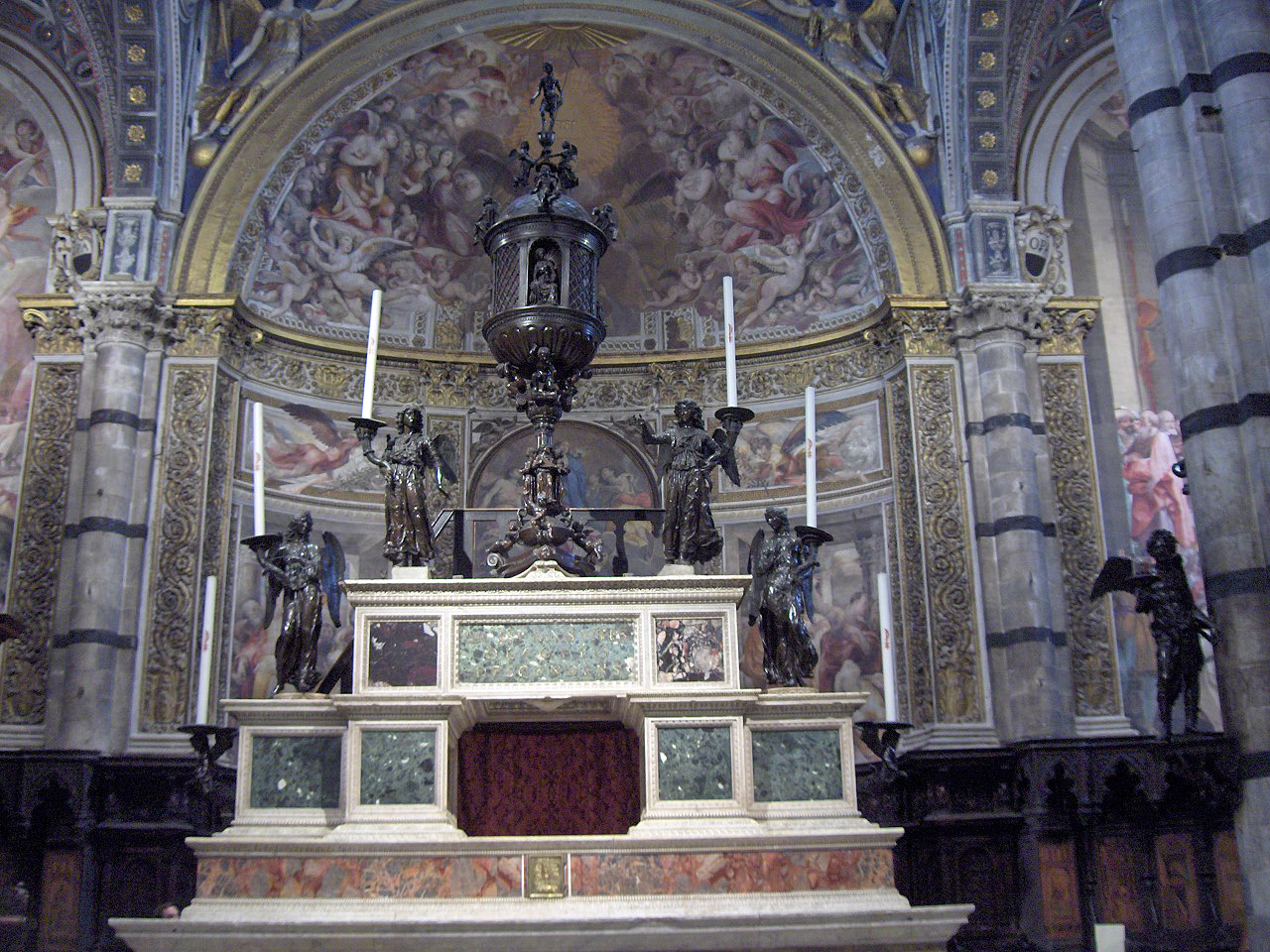
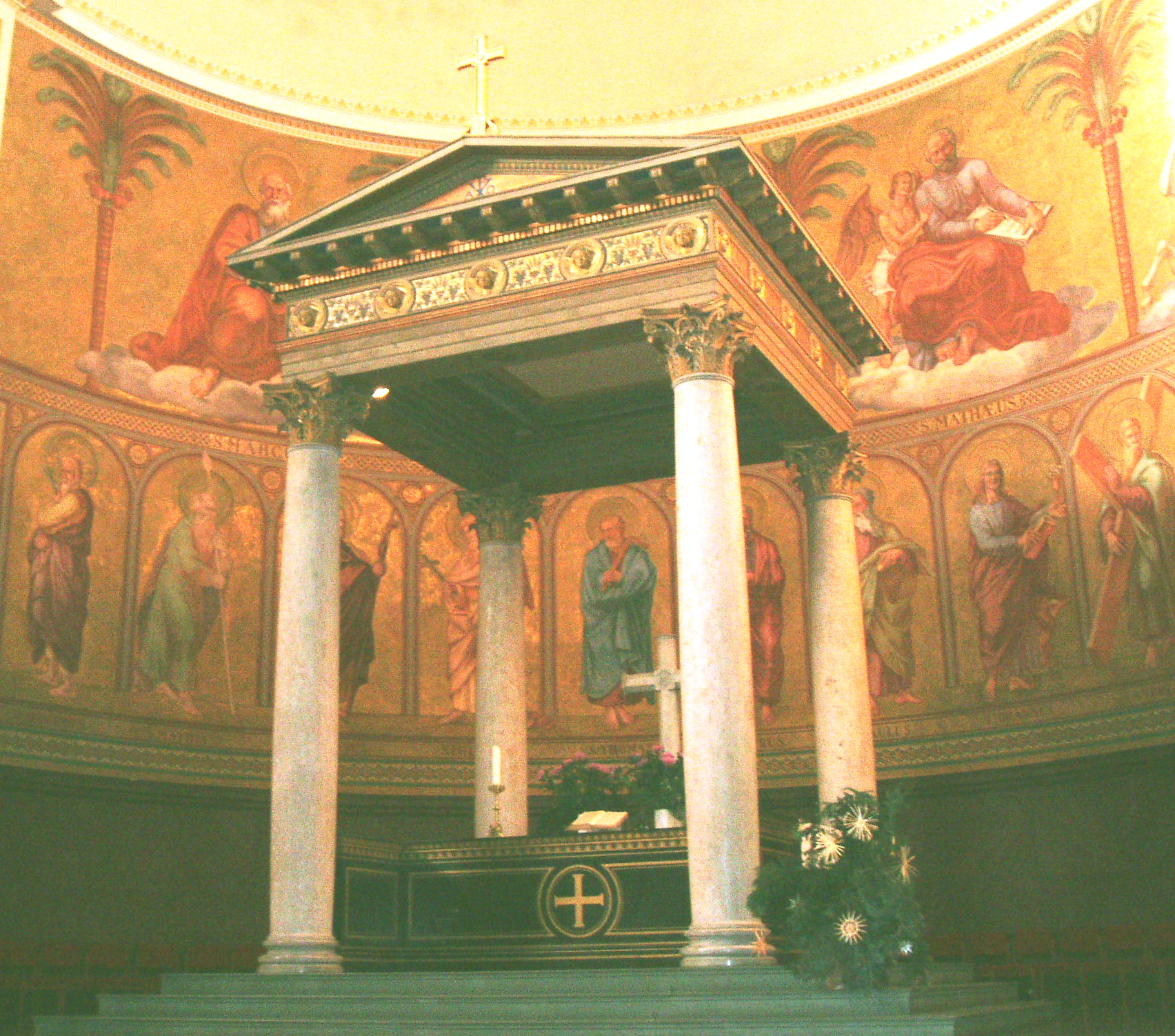
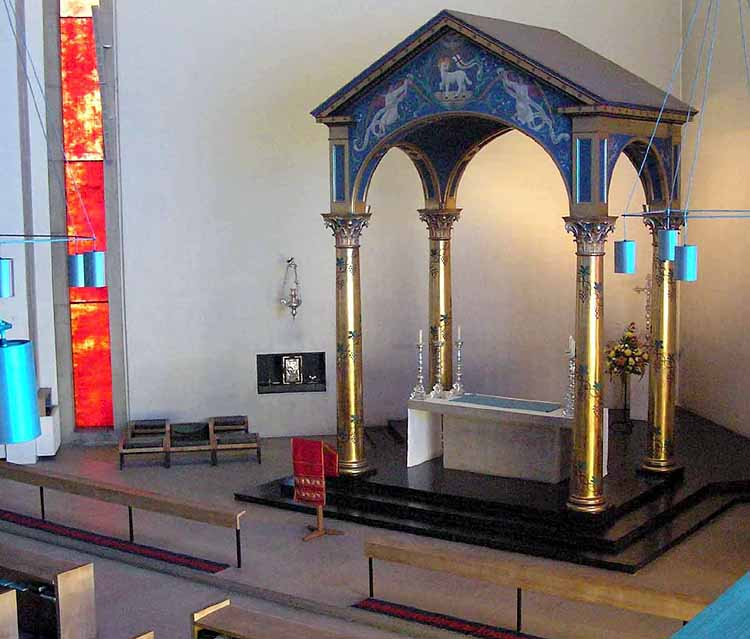
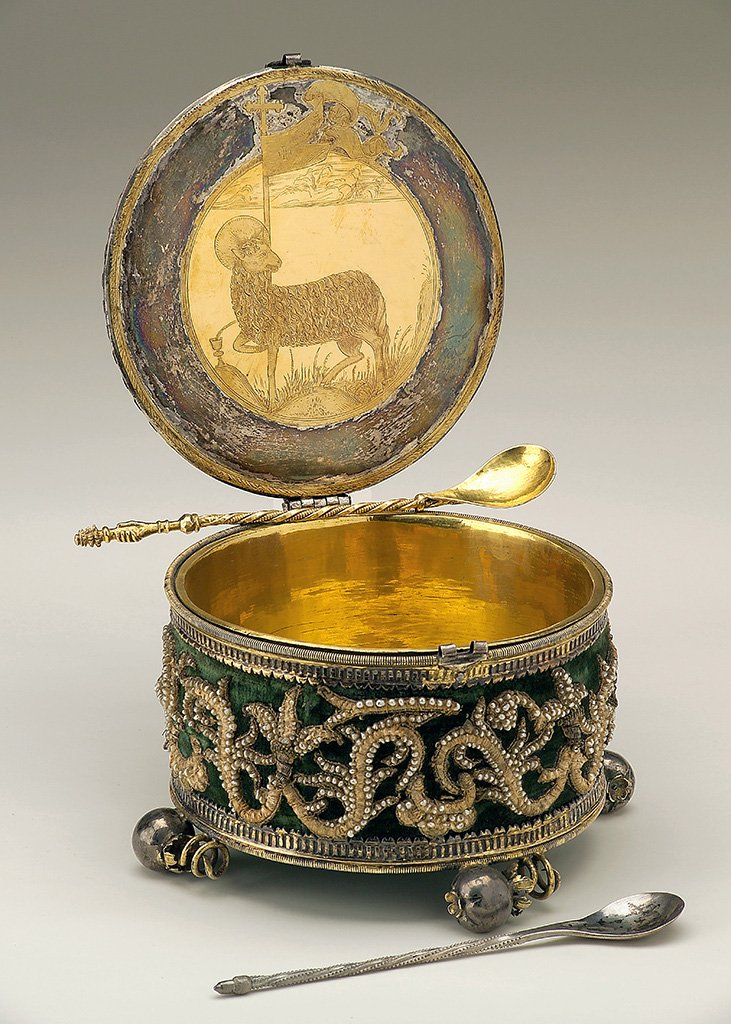
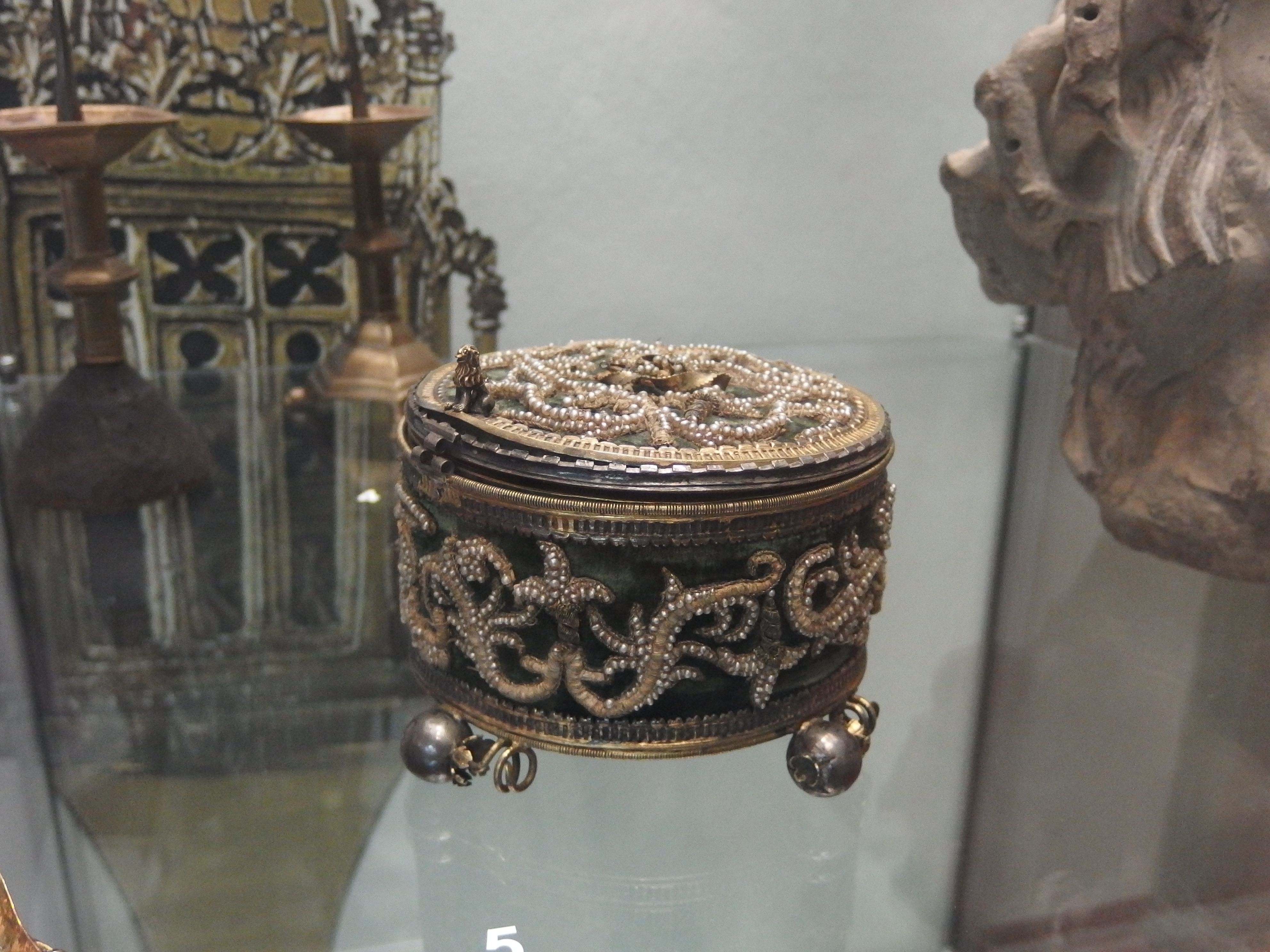